# Gorbuixka
El Gorbuixka (en rus: Горбушка; Gorbushka) és un mercat per al comerç de la música, electrònica i articles per a la llar a Moscou, Rússia. Va obrir l'any 2001, i el nom de Gorbuixka feia referència a un mercat a l'aire lliure on es comercialitzava programari, música, vídeos i l'electrònica, majoritàriament en còpies pirata. Sent el major mercat pirata d'Europa, Gorbuixka esdevingué un símbol de la manca de llei de copyright efectiva a la Rússia de la dècada del 1990, i un espai fonamental en la difusió de la cultura musical de Moscou als anys posteriors a la perestroika.

## Antecedents
El mercat a l'aire lliure data del 1987, i se situava en la plaça de la ciutat en el Palau de la Cultura Gorbunov (ДК имени Горбунова), d'on va rebre el nom. El terme en si té un ús associatiu d'una paraula russa difícil de traduir i equiparable al corrusquet del pa. La paraula en si té moltes associacions culturals a Rússia.
El mercat nasqué com un projecte cultural on els participants eren melòmans que compartien i intercanviaven música en format físic. Ja des de finals de la dècada del 1970, artistes estrangers havien actuat al Palau de la Cultura. Arran de la Glàsnost i l'apertura del mercat a l'aire lliure, la tendència s'accelerà.
Amb la tapadora d'un club cultural, Igor Tonkikh i Boris Simonov provocaren la creació del mercat a l'aire lliure amb la creació d'un grup de melòmans que s'hi reunià allà els caps de setmana. A partir del 1991 s'hi uniren els cinèfils, que intercanviaven cintes VHS. El pirata Tigran Dokhalov dominaria el mercat i acabaria sent un dels primers distribuidors legals de pel·lícules a Rússia. El 1996, Gorbuixka entra al Guiness dels rècords en distribuir una còpia pirata d'Office 97 només eixir a la venda. L'original costava 425 dòlars, mentre que la versió pirata en costava 5.
A causa dels problemes de violació dels drets d'autor, el mercat a l'aire lliure de Gorbuixka va estar a la mira del govern des de molt de temps, tancant-se l'any 2001. El tancament provocà incidents.
Al mateix lloc es va obrir un centre comercial legal anomenat Gorbuskin dvor. Tanmateix, els productes culturals piratejats continuaren venent-se a l'establiment, així com a llocs propers com La-la park.